# Bottoms Up
„Bottoms Up“ je píseň amerického R&B zpěváka Treye Songze. Píseň se nachází na jeho čtvrtém studiovém albu Passion, Pain & Pleasure. Produkce se ujal producent Kane Beatz. S touto písní mu vypomohla americká hip hopová zpěvačka Nicki Minaj.

## Hitparáda
| Země           | Umístění |
| -------------- | -------- |
| USA            | 6        |
| Austrálie      | 74       |
| Kanada         | 34       |
| Velká Británie | 71       |